# لری مک کافری

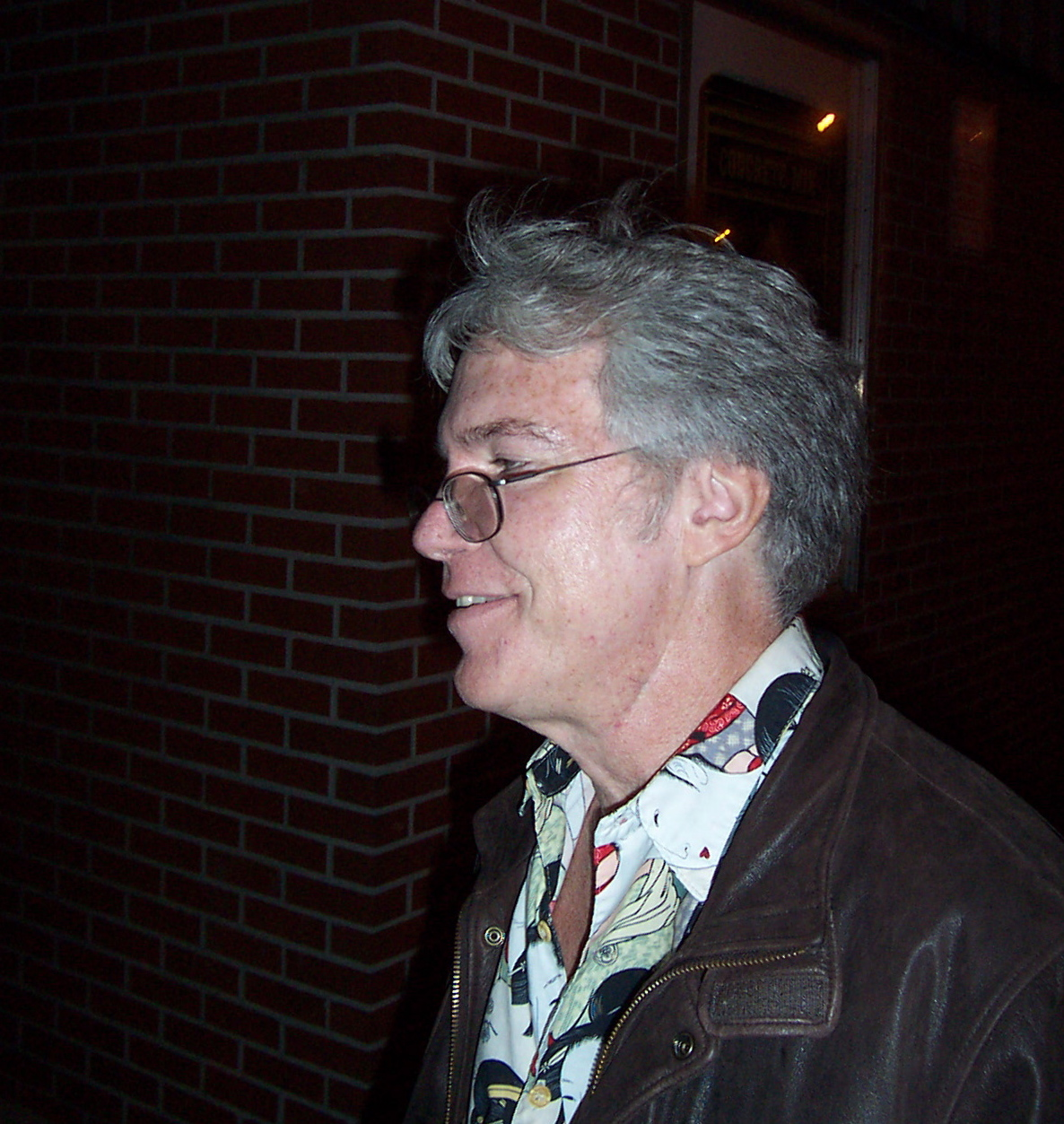
لری مک کافی

لری مک کافری (انگلیسی: Larry McCaffery)، با نام کامل «لاورنس اف. لری مک کافری» (متولد ۱۳ می ۱۹۴۶) منتقد ادبی، ویراستار و استاد بازنشسته ادبیات انگلیسی و تطبیقی در دانشگاه ایالتی سن دییگو است.
آثار و تدریس وی حول ادبیات پست مدرن، ادبیات داستانی معاصر و بروس اسپرینگستین متمرکز است. او همچنین از حامیان ایجاد رویکرد علمی-تخیلی به عنوان یک کتب ادبی اصیل به‌شمار می‌رود.

## زندگی‌نامه
او در ۱۹۴۶ در دالاس، تگزاس متولد شد. او با پایان‌نامه‌ای پیرامون آثار رابرت کوور، مدرک دکتری خود را در ۱۹۷۵ دریافت کرد. او در ۱۹۷۶ به بخش ادبیات انگلیسی و تطبیقی دانشگاه ایالتی سن دییگو پیوست. او تا زمان بازنشستگی خود در سال ۲۰۱۰، به تدریس در بخش انگلیسی این دانشگاه مشغول بود.